# Thyroptera lavali
Thyroptera lavali is een zoogdier uit de familie van de hechtschijfvleermuizen (Thyropteridae). De wetenschappelijke naam van de soort werd voor het eerst geldig gepubliceerd door Pine in 1993.